# Neoclupeocotyle megaconfibula
Neoclupeocotyle megaconfibula är en plattmaskart. Neoclupeocotyle megaconfibula ingår i släktet Neoclupeocotyle och familjen Mazocraeidae. Inga underarter finns listade i Catalogue of Life.